# Anton-Günther-Weg

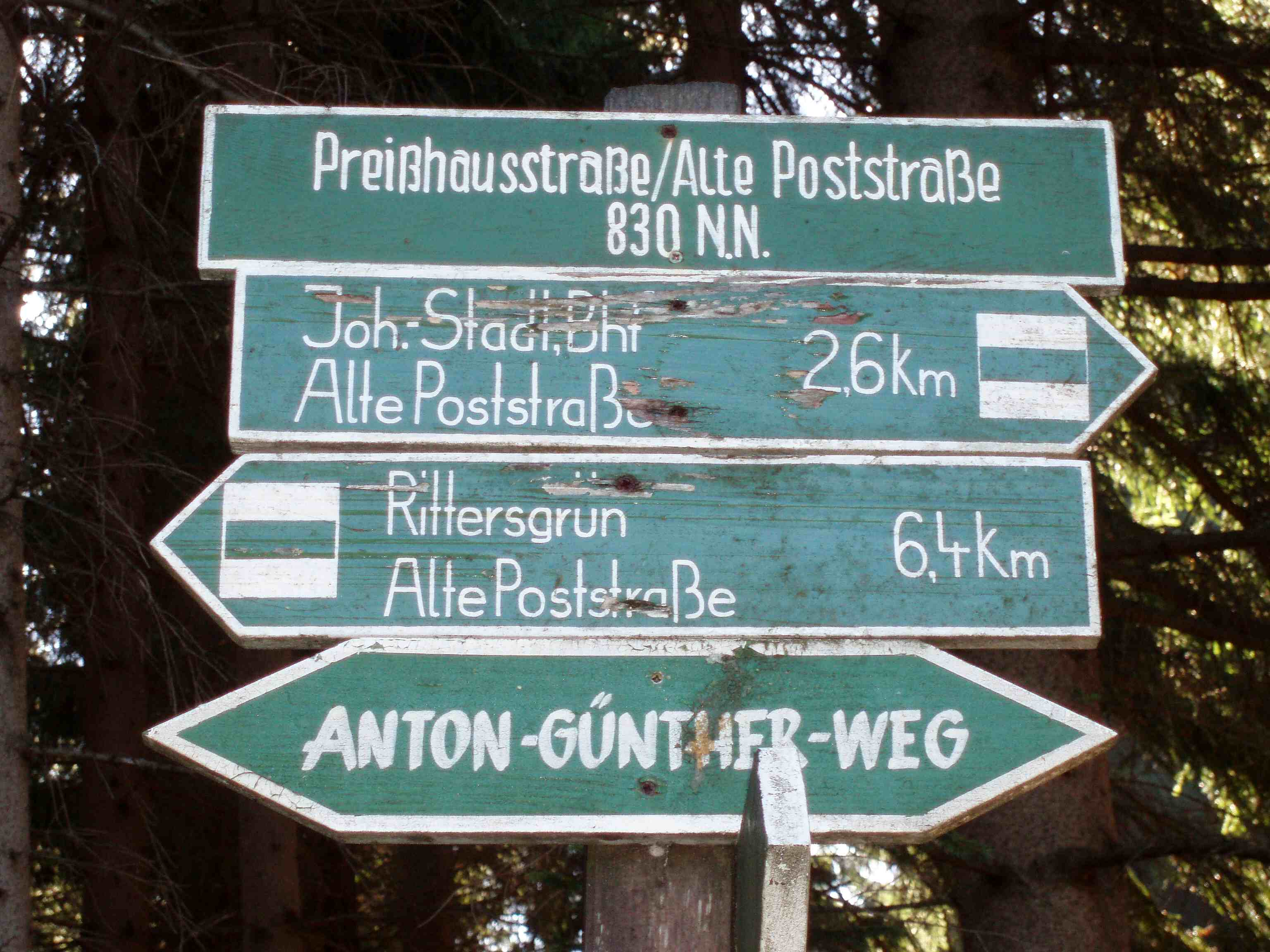
Wegmarkierung

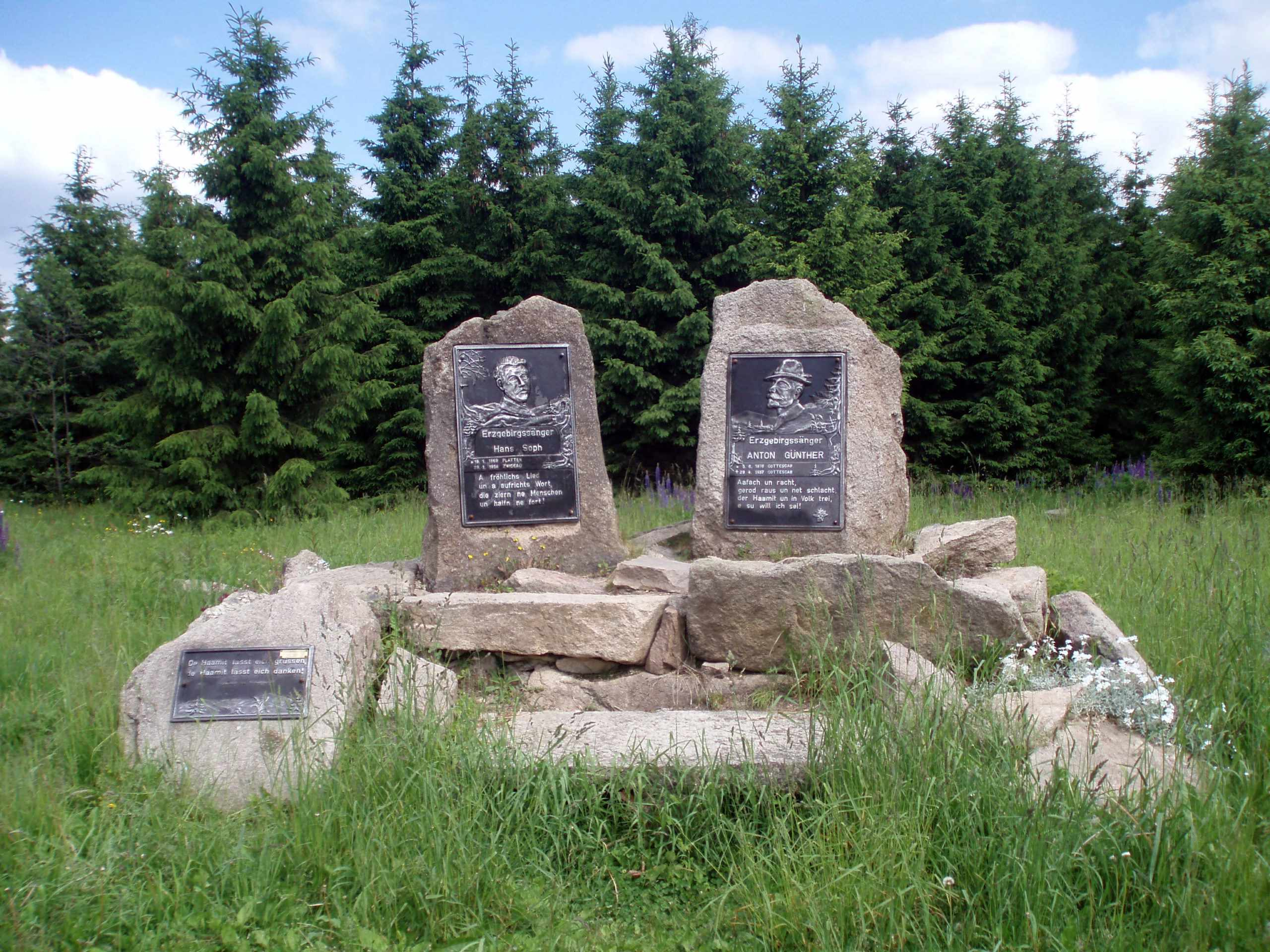
Anton-Günther-Höhe (Zustand 2010)

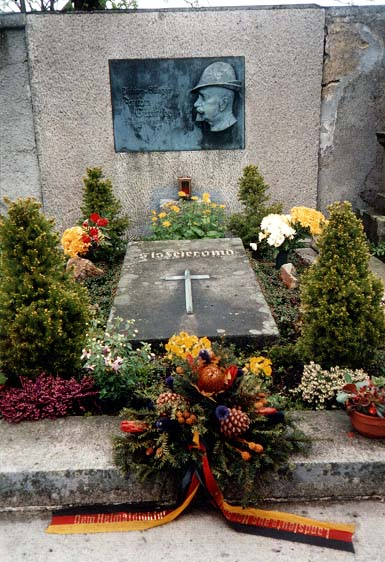
Günthers Grab in Boží Dar

Der Anton-Günther-Weg ist ein etwa 60 km langer grenzüberschreitender Wanderpfad im oberen Erzgebirge. Er wurde zu Ehren des erzgebirgischen Heimatdichters und Volkssängers Anton Günther am 16. September 1995 eingeweiht. Der Wanderweg führt von Sachsen nach Tschechien und zurück. Er verbindet zahlreiche Wirkungsstätten Günthers. Eine vollständige Begehung erfordert mindestens zwei Tage.

## Geschichte
Die Anlegung und Ausschilderung des Weges wurde möglich aufgrund der Förderung von Euregio Egrensis. Zu den Initiatoren des Wanderweges gehören der frühere Wanderwart des Erzgebirgsvereins, Reinhart Heppner (†), und Günther Adler (†) aus Johanngeorgenstadt.

## Verlauf
- Johanngeorgenstadt: Günther war hier insbesondere mit dem Besitzer des Hotels de Saxe (ab 1914 Sachsenhof), Carl Truckenbrodt, und dessen Familie eng befreundet. Der Wanderweg führt von hier aus in östliche Richtung, durch den Ortsteil
- Wittigsthal mit Pachthaus hinauf auf den Bergrücken des
- Rabenberges. Dieser Berg hat eine lange Montangeschichte und grenzt im Süden direkt an die Tschechische Republik. Über den Rabenberg führte die Alte Poststraße nach Breitenbrunn/Erzgeb., vorbei an der
- Preißhausbuche. Diese erinnert an das bis 1846 hier stehende Preißhaus und wurde 1966 durch eine neugepflanzte Buche ersetzt.
- Himmelswiese: Flächennaturdenkmal direkt an der Grenze
- Halbemeile: unmittelbar an der Grenze gelegener Ortsteil von Breitenbrunn
- Rittersgrün: Wettin-Brunnen von 1889
- Tellerhäuser: einst das höchstgelegene sächsische Dorf, jetzt ein Ortsteil von Breitenbrunn
- Fichtelberg: höchster Berg Sachsens
- Kurort Oberwiesenthal: höchstgelegene Stadt Deutschlands, Kurort seit 1936
- Klínovec (Keilberg): höchster Berg des Erzgebirges
- Neues Haus: Gasthaus in unmittelbarer Grenznähe, in dem Anton Günther mehrfach seine Lieder zur Gitarre sang
- Boží Dar (Gottesgab): Geburts- und Sterbeort Günthers mit Denkmal auf dem Marktplatz, Wohnhaus Günthers und dessen Grabstätte auf dem Friedhof
- Plešivec (Pleßberg): 1028 m hoher Berg mit Aussichtsturm, der einen umfassenden Rundblick auf das obere Erzgebirge und die Kammhochfläche ermöglicht
- Abertamy (Abertham): einstige Berg- und spätere Handschuhmacherstadt
- Blatenský vrch (Plattenberg): 1043 m hoher Berg mit Aussichtsturm und Rundblick auf das obere Erzgebirge und in das Schwarzwassertal, am Berghang in Richtung Horní Blatná die Eis- und die Wolfsbinge, zwei Relikte der bergmännischen Vergangenheit des oberen Erzgebirges
- Horní Blatná (Bergstadt Platten): 1532 planmäßig angelegte Bergstadt aus dem 16. Jahrhundert mit Eisenbahnanschluss nach Johanngeorgenstadt und Karlsbad
- Dreckschänke: seit 1835 bestehendes ehemaliges Gasthaus, weit bekannt durch Günthers Lied von 1904
- Potůčky (Breitenbach): tschechische Grenzgemeinde zu Sachsen, erlebte durch die Grenzöffnung aufgrund unzähliger Händler eine ungeahnte Blüte
- Anton-Günther-Höhe: zu Ehren Günthers benannter Gipfel einer ehemaligen Bergbauhalde. Hier wurden 1995 Gedenksteine mit Gedenkplatten für Günther und Hans Soph, eine Schutzhütte und Ruhebänken aufgestellt, die nur wenige Jahre später vollständig durch Vandalismus zerstört wurden. Die Gedenksteine wurden 2011 am Pferdegöpel aufgestellt.